# Auma-Weidatal
Auma-Weidatal – miasto w Niemczech, w kraju związkowym Turyngia, w powiecie Greiz. 
Miasto powstało 1 grudnia 2011 z połączenia miasta Auma oraz czterech gmin: Braunsdorf, Göhren-Döhlen, Staitz i Wiebelsdorf, które do 30 listopada 2011 należały do wspólnoty administracyjnej Auma-Weidatal.

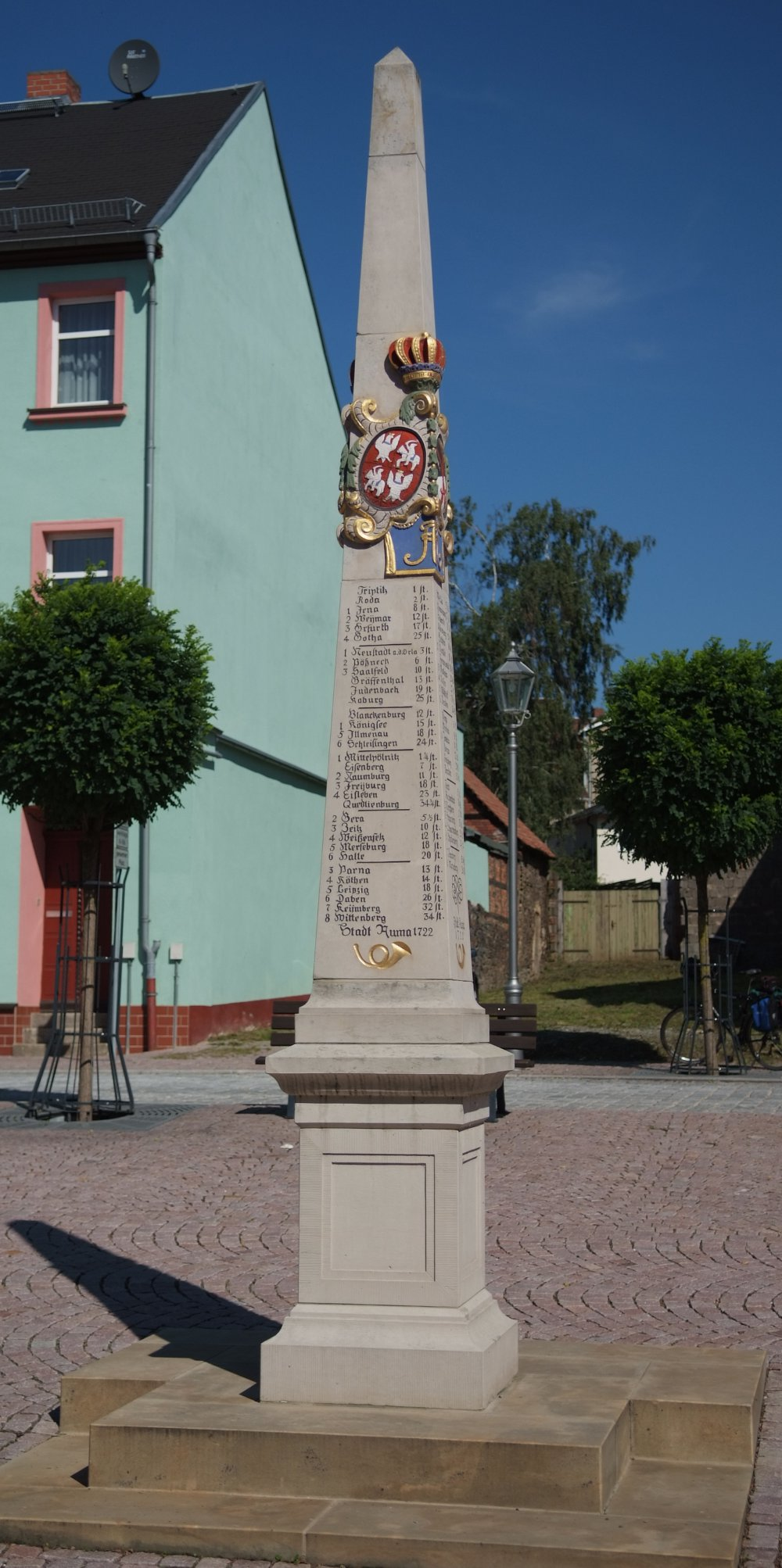
Słup dystansowy poczty polsko-saskiej z 1722 roku w dzielnicy Auma